# Zona economica esclusiva

Aree del mare nel diritto internazionale

ZEE dei paesi membri dell'Unione europea

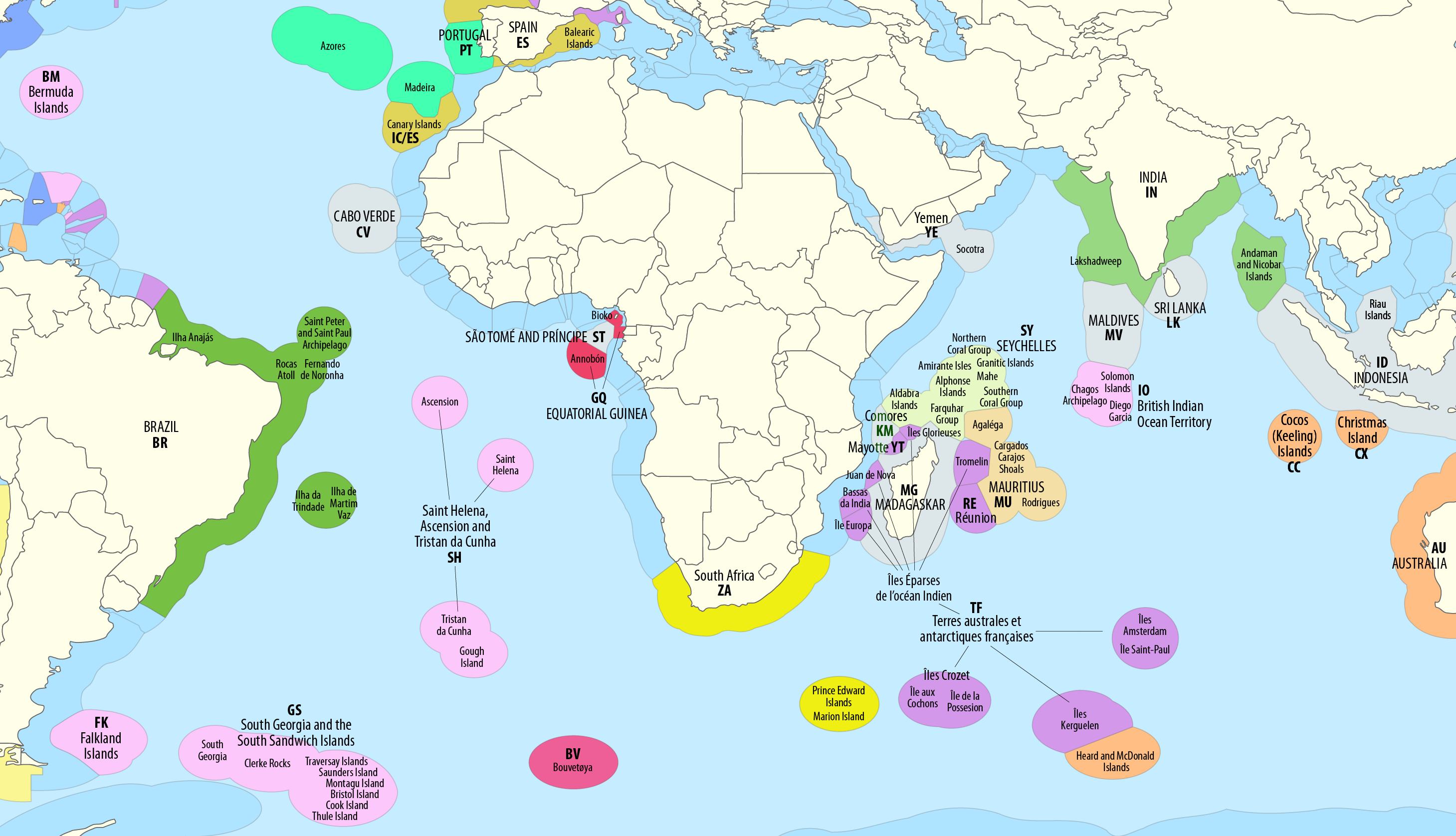
ZEE negli oceani Atlantico e Indiano

ZEE nell'Oceano Pacifico

La zona economica esclusiva talvolta citata con l'acronimo ZEE è un'area del mare, adiacente alle acque territoriali, in cui uno Stato costiero ha diritti sovrani per la gestione delle risorse naturali, giurisdizione in materia di installazione e uso di strutture artificiali o fisse, ricerca scientifica, protezione e conservazione dell'ambiente marino.

## Definizione
In base alla Convenzione delle Nazioni Unite sul diritto del mare ("United Nations Convention on the Law of the Sea", "UNCLOS"), la ZEE può estendersi fino a 200 miglia dalle linee di base (baseline) dalle quali viene misurata l'entità delle acque territoriali (territorial waters). Nel caso in cui l'ampiezza delle acque territoriali fosse di 12 miglia, la ZEE potrebbe avere l'estensione massima di 188 miglia. Come è previsto per la "zona contigua" – che, allorché esista, è compresa all'interno della ZEE – la ZEE, perché diventi effettiva, deve essere proclamata formalmente nei confronti della comunità internazionale.

## Regolamentazione
La ZEE ha valore meramente funzionale e assegna soltanto in esclusiva allo Stato rivierasco il diritto di sfruttare le risorse della colonna d'acqua sovrastante il fondale marino, non contemplando invece gli altri numerosi diritti spettanti al mare territoriale. Per quanto concerne le risorse del fondo e del sottosuolo marino la UNCLOS definisce l'istituto della Piattaforma continentale.
In caso di stati vicini o adiacenti (si pensi alla costa adriatica italiana e ai paesi balcanici), si utilizza il criterio dell'equidistanza (salva ovviamente diversa volontà delle parti), ovvero della ricerca del punto equidistante fra le due linee di base dei rispettivi mari territoriali; detto in altri termini, rientrano nella zona esclusiva tutti i punti del mare che siano più vicini alle coste di uno Stato rispetto a quelle dell'altro. Questo principio non è stato comunque accettato come consuetudinario dal diritto internazionale (e quindi automaticamente vigente tra tutti gli Stati) e gli viene preferito l'accordo, che deve necessariamente basarsi sull'equità, tra gli Stati.

## Fondamento della ZEE
La Convenzione delle Nazioni Unite sul diritto del mare è stata redatta dalla «International Law Commission» dell'Organizzazione delle Nazioni Unite e adottata a Montego Bay il 10 dicembre 1982.
In Italia la UNCLOS è entrata in vigore il 16 dicembre 1994 Alcuni stati non hanno ancora aderito alla Convenzione; fra questi, Eritrea, Iran, Israele, Libia, USA e Turchia. Gli USA, tuttavia, applicano la UNCLOS nelle parti in cui rispecchia il diritto internazionale consuetudinario, riconosciute mercé la giurisprudenza delle competenti Corti internazionali.

### Nel Mediterraneo

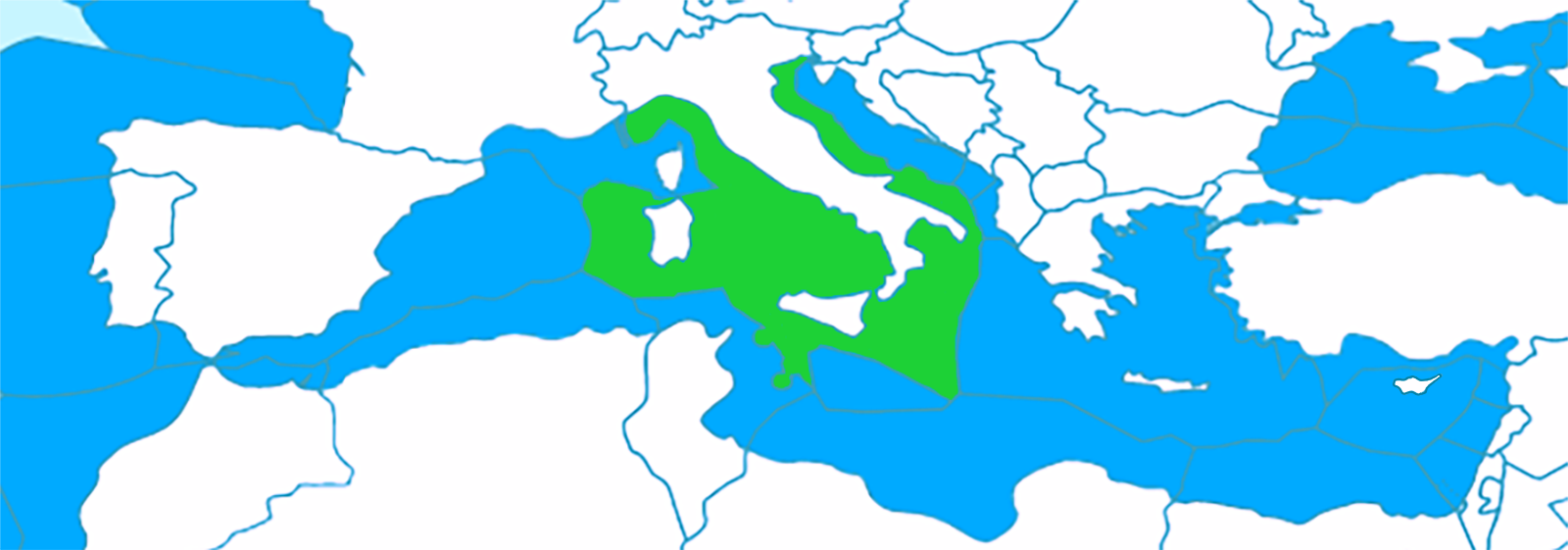
La ZEE italiana

Ancora alla fine degli anni novanta del XX secolo, nessun Paese che si affacciava sul mar Mediterraneo aveva proclamato ZEE, pur avendone il diritto. Alla base di questa situazione vi erano soprattutto delle considerazioni geografiche: in nessun punto del Mediterraneo le coste distano 400 o più miglia dalle coste opposte di un altro Stato. Vi erano inoltre anche ragioni di opportunità, ad es. evitare di turbare lo status quo per possibili dispute tra Grecia e Turchia. Il Mediterraneo era caratterizzato pertanto da estese aree di alto mare, ed esistevano soltanto delle limitate zone riservate alla pesca, come una ZEE maltese di 25 miglia.
Alla fine del '900 questo principio è stato minato per iniziative di alcuni stati:
- 1994: zona riservata di pesca dell'Algeria
- 1997: zona di protezione della pesca della Spagna
- 2003: zone di protezione ecologica della Francia; zona di protezione ecologica e della pesca della Croazia
- 2005: zona di protezione della pesca della Libia
- 2006: la zona di protezione ecologica dell'Italia[4]

Una spinta alla creazione di ZEE è venuta dalla politica di gestione delle risorse marine dell'Unione europea allo scopo di contrastare lo sviluppo della pesca illegale da parte di pescherecci di Paesi asiatici (vedi Politica comune della pesca).